# Ceriana pleuralis
Ceriana pleuralis är en tvåvingeart som först beskrevs av Daniel William Coquillett 1898.  Ceriana pleuralis ingår i släktet griffelblomflugor, och familjen blomflugor. Inga underarter finns listade i Catalogue of Life.